# Tremolet
Tremolet (en francès Trémoulet) és un municipi francès situat al departament de l'Arieja i a la regió d'Occitània.